# Guy Burgess
Guy Francis de Moncy Burgess (Devonport, 16 de abril de 1911-Moscú, 30 de agosto de 1963) fue un diplomático británico y agente soviético que perteneció a Los cinco de Cambridge, un círculo de espías que operó desde mediados de la década de 1930 hasta los primeros años de la Guerra Fría. Su deserción a la Unión Soviética en 1951, acompañado de Donald Maclean, también espía y miembro del grupo, llevó a la ruptura de la cooperación angloestadounidense en materia de inteligencia e impactó y desmoralizó de manera profunda y duradera a los servicios de inteligencia y diplomáticos británicos.
Nacido en el seno de una familia adinerada de clase media, Burgess completó su formación en Eton College, la Britannia Royal Naval College y Trinity College. Hábil a la hora de trabar amistades y establecer una amplia red de contactos, abrazó ideologías izquierdistas en Cambridge y se unió al Partido Comunista británico. La inteligencia soviética lo reclutó en 1935 siguiendo la recomendación del también futuro doble agente Kim Philby. Tras dejar Cambridge, trabajó para la British Broadcasting Corporation (BBC) como productor, como oficial de inteligencia del MI6 durante un breve periodo y para el Ministerio de Relaciones Exteriores desde 1944.
En el Ministerio de Relaciones Exteriores, fungió como secretario confidencial de Hector McNeil, adjunto de Ernest Bevin, ministro de Exteriores. Este puesto le brindó acceso a información relativa a todos los aspectos de la política de exteriores británica durante el crítico periodo posterior a 1945; se cree que brindó miles de documentos a sus superiores soviéticos. En 1950 fue designado segundo secretario del embajador británico en Washington, desde donde lo enviaron de vuelta a casa por su reincidente mal comportamiento. Acompañó a Maclean cuando este, a punto de ser desenmascarado, huyó a Moscú en mayo de 1951.
El paradero de Burgess fue desconocido para las autoridades occidentales hasta 1956, cuando ofreció una breve rueda de prensa desde Moscú junto con Maclean; a lo largo de ella, aseguró que el motivo de sus acciones había sido un intento de mejorar las relaciones entre soviéticos y occidente. Nunca partiría de la Unión Soviética; sus amigos y periodistas británicos lo visitaron en varias ocasiones, y la mayoría habló de que su vida allí era solitaria y vacía. Se mantuvo sin arrepentimiento hasta el final de sus días y se negó a aceptar que sus actividades supusiesen un acto de traición. No le faltaba dinero, pero su mal estilo de vida provocó que su salud se deteriorara hasta que falleció en 1963.
Los expertos no han podido determinar con exactitud el alcance del daño causado por sus actividades de espionaje, pero consideran que la ruptura de las relaciones entre británicos y estadounidenses fue incluso de mayor valor para los soviéticos que la información que Burgess les brindó. Su vida se ha adaptado en varias ocasiones, tanto para su representación en escenarios de teatro como para la gran pantalla.

## Biografía

### Historia familiar
Las raíces británicas de la familia Burgess se remontan a la llegada a Gran Bretaña en 1592 de Abraham de Bourgeous de Chantilly, que huía de las persecuciones religiosas a los hugonotes. La familia se asentó en Kent, donde prosperó gracias a su trabajo en la banca. En las siguientes generaciones se desarrolló una tradición militar. El abuelo de Guy Burgess, Henry Miles Burgess, fue oficial de la Royal Artillery, para la que sirvió principalmente en Oriente Medio. Su hijo pequeño, Malcolm Kingsford de Moncy Burgess —su tercer nombre hace referencia a sus antepasados hugonotes—, nacido en Aden en 1881, alcanzó el rango de comandante en la carrera que siguió en la Marina Real. Se casó en 1907 con Evelyn Gillman, hija de un rico banquero de Portsmouth. La pareja se asentó en la localidad portuaria de Devonport, donde nació, el 16 de abril de 1911, su hijo mayor, bautizado con el nombre de Guy Francis de Moncy. Un segundo vástago, Nigel, nació dos años después.

### Infancia y educación

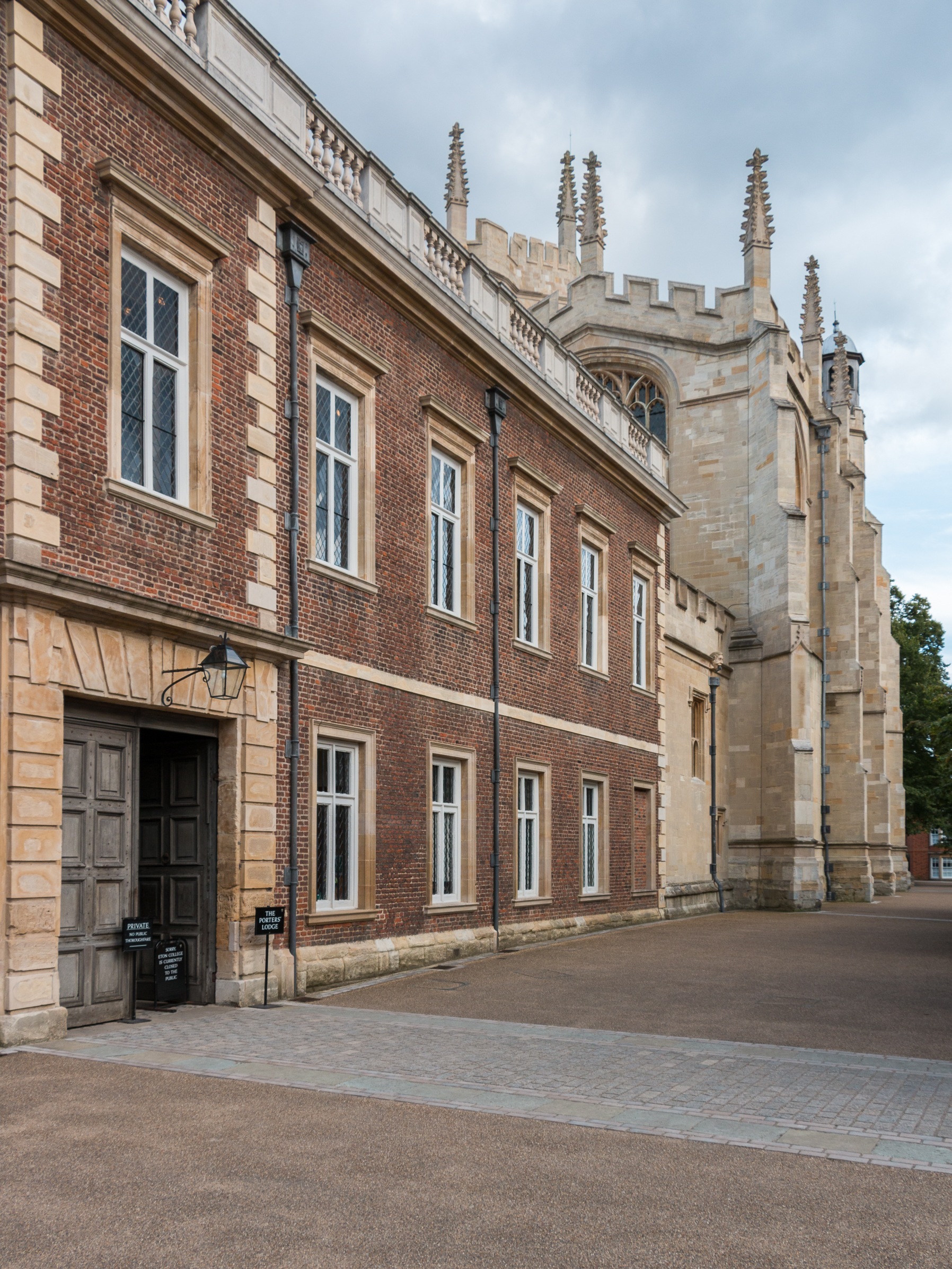
Burgess asistió a Eton College en 1924 y también entre 1927 y 1930.

La joven familia no tuvo problemas para hacerse con una vivienda cómoda, gracias al dinero de que disponía Gillman. Los primeros años de educación de Guy corrieron probablemente a cargo de una institutriz, hasta que, con nueve, fue internado en Lockers Park, una escuela preparatoria situada en Hemel Hempstead, Hertfordshire, donde obtuvo buenas notas y jugó para el equipo de fútbol de la escuela. Completó los cursos de Lockers un año antes de lo preestablecido, por lo que era demasiado joven para acceder, como deseaba, a la Britannia Royal Naval College de Dartmouth. Así las cosas, en enero de 1924 se alistó en Eton College, una de las public schools más prestigiosas de todo el Reino Unido, y cursó un año allí.
Una vez que su padre dejó la marina, la familia se trasladó a West Meon, en Hampshire. Murió en ese lugar el 15 de septiembre de 1924, a causa de un ataque al corazón. Pese a este traumático incidente, la formación de Guy siguió de acuerdo con lo previsto, y en enero de 1925 comenzaron sus clases en Dartmouth. Se topó con una estricta disciplina y también con mucha exigencia, reforzadas ambas por el uso habitual del castigo físico, incluso si las infracciones eran menores. En este ambiente, consiguió prosperar tanto académica como deportivamente. Las autoridades del centro lo etiquetaron de «material para un oficial excelente», pero en un examen ocular se le detectó una deficiencia que lo apartó de la rama ejecutiva de la marina. No mostró ningún interés por las alternativas disponibles —las ramas de ingeniería o pagador— y marchó de Dartmouth en julio de 1927 para regresar a Eton.
Aunque no resultó elegido para la sociedad elitista conocida como Pop, comenzó a tejer una red de contactos que le resultarían útiles más adelante. Burgess aseguró que su homosexualidad comenzó en Eton, donde las relaciones sexuales entre hombres eran comunes, aunque sus coetáneos no recordaban muchos indicios de ello. En general, se le recordaba como alguien extravagante y divertido, un tanto excéntrico por sus opiniones izquierdistas en asuntos sociales y políticos. En enero de 1930, se hizo con una beca para Trinity College y concluyó su carrera con premios en historia y dibujo. Mantuvo un buen recuerdo de Eton para toda la vida; de acuerdo con sus biógrafos Stewart Purvis y Jeff Hulbert, «jamás se avergonzó de haber sido educado en una ciudadela de privilegios educativos».

### Cambridge

#### Estudiante
Llegó a Cambridge en octubre de 1930 y se sumergió pronto en la vida universitaria. No a todo el mundo le gustaba: un coetáneo lo llegó a describir como «una mierda engreída y poco fiable»; otros, sin embargo, disfrutaban de su compañía y lo creían divertido. Tras un trimestre, accedió a la Trinity Historical Society, integrada por los estudiantes de grado y posgrado más brillantes de Trinity College. Aquí conoció a Kim Philby y también a Jim Lees, un antiguo minero que estudiaba gracias a una beca concedida por el sindicato y cuya perspectiva de miembro de la clase trabajadora Burgess consideraba estimulante. En junio de 1931, diseñó los escenarios para una adaptación de Captain Brassbound's Conversion, una obra de Bernard Shaw. Michael Redgrave, que interpretó el papel principal, dijo de Burgess que era «una de las estrellas brillantes del escenario universitario, con la fama de ser capaz de sacar adelante cualquier proyecto».

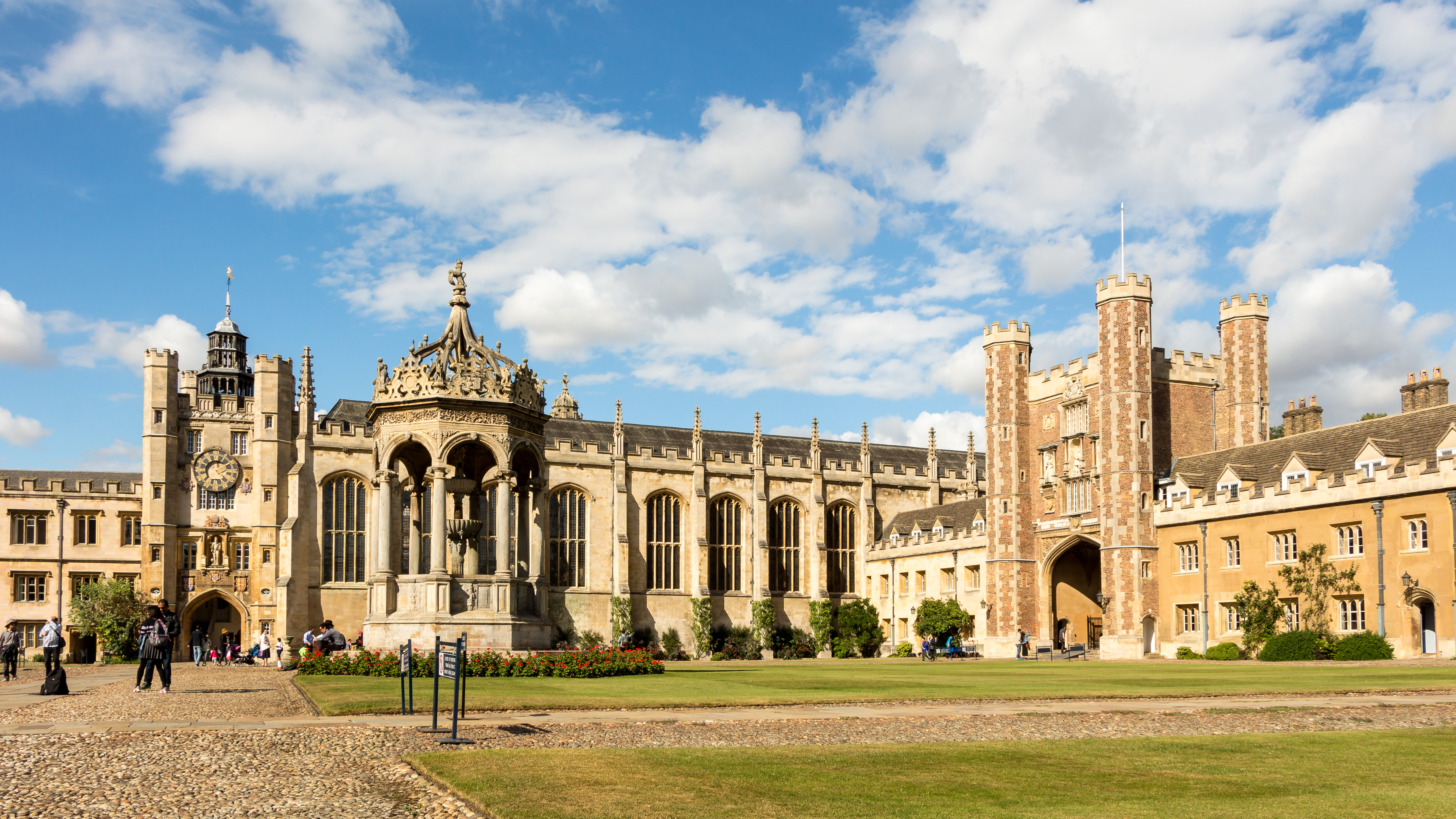
En Trinity College, Cambridge, se sumergió en la vida universitaria y conoció, entre otros, a Kim Philby y Anthony Blunt, con quienes coincidiría en el círculo de espías de Cambridge.

Llegado a este punto, Burgess no hacía ya nada por ocultar su homosexualidad. En 1931 conoció a Anthony Blunt, cuatro años mayor que él y posgraduado de Trinity. Ambos compartían intereses artísticos y se hicieron amigos, y posiblemente amantes. Blunt era miembro de la sociedad de la élite intelectual conocida como los «Apóstoles» y consiguió que Burgess accediera a ella en 1932. Esta ocasión le brindó la posibilidad de ampliar aún más su red: dada la pertenencia de por vida, Burgess pudo conocer en las reuniones a gran parte de la vanguardia intelectual, incluidos el historiador y académico G. M. Trevelyan, el escritor E. M. Forster y el economista John Maynard Keynes.
El clima político de comienzos de la década de los treinta era volátil y amenazante. En el Reino Unido, la crisis financiera de 1931 apuntaba al fracaso del capitalismo, mientras que el ascenso de los nazis en Alemania era fuente de preocupación. Estos hechos condujeron a una radicalización de la opinión en Cambridge y en otros lugares; según el también estudiante de Trinity James Klugmann, «la vida parecía demostrar la total bancarrota del sistema capitalista y pedía a gritos una alternativa rápida, racional y simple». El interés de Burgess por el marxismo, avivado por amigos como Lees, se acentuó tras acudir a una charla titulada «Comunismo: una teoría política e histórica» impartida en la Trinity Historical Society por el historiador Maurice Dobb, de Pembroke College. Otra persona influyente en este aspecto fue el también estudiante David Guest, una figura importante dentro de la Cambridge University Socialist Society (CUSS), dentro de la que conformó la primera célula comunista activa dentro de la universidad. Bajo su influencia, Burgess comenzó a estudiar a Marx y Lenin.
Pese a estas distracciones políticas, sacó muy buenas notas en la primera parte de los exámenes de grado en Historia y se esperaba que consiguiera unas similares en la segunda. Sin embargo, y aunque trabajó duro, la actividad política lo distraía en exceso y llegó sin estar lo suficientemente preparado a las pruebas de 1933. Cayó enfermo durante los exámenes y no pudo completarlos, lo que pudo deberse al estrés o bien a la ingesta de anfetaminas. Los examinadores le concedieron un aegrotat, que se solía dar a aquellos estudiantes de quienes se esperaba un aprobado pero no podían completar sus exámenes finales por enfermedad.

#### Posgraduado

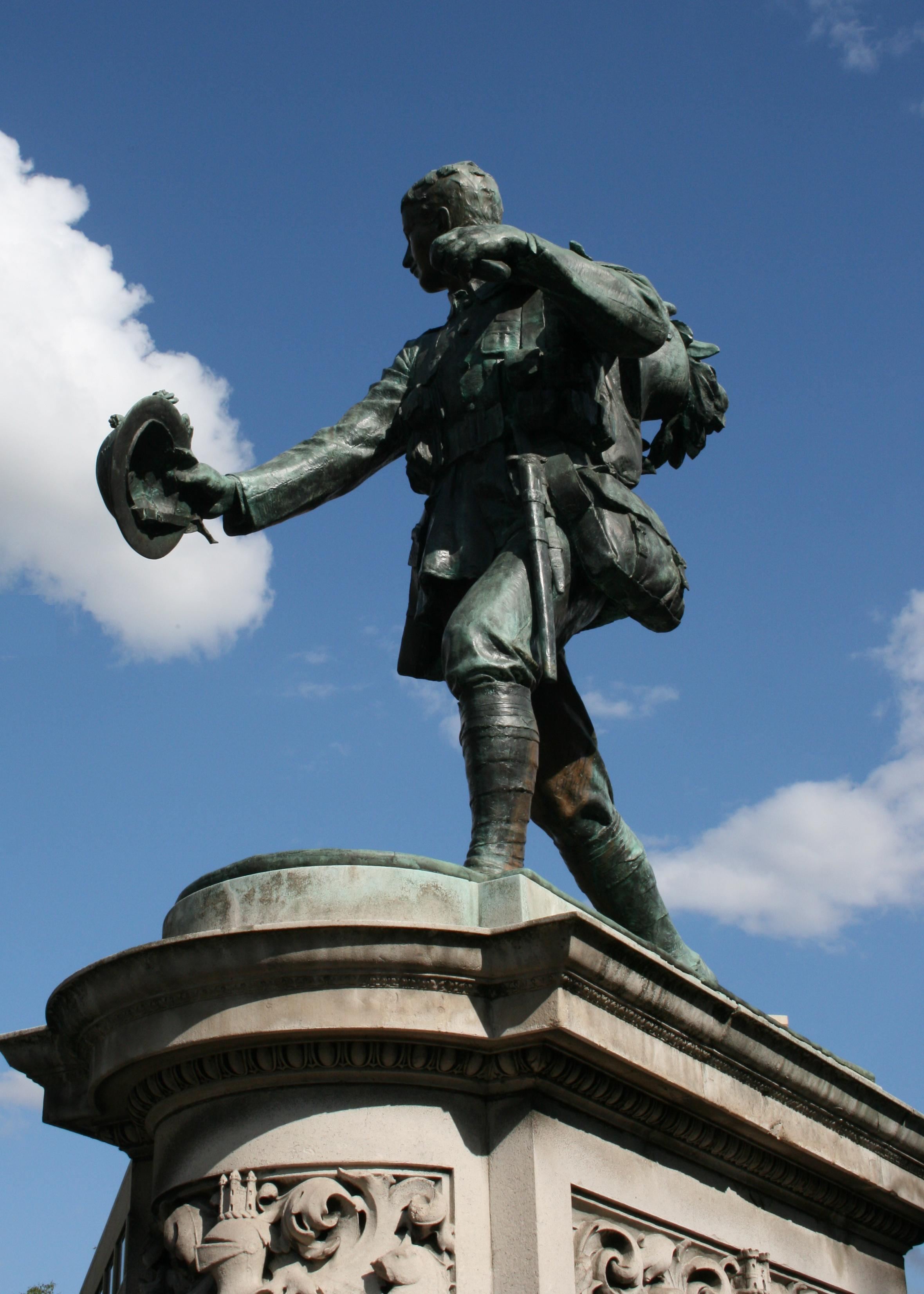
El memorial de guerra de Cambridge, foco de las manifestaciones celebradas en noviembre de 1933 en contra de la militarización del Día del Armisticio.

Pese al decepcionante final de grado, Burgess regresó a Cambridge en octubre de 1933 como estudiante de posgrado. Eligió como área de estudio la «Revolución burguesa del siglo XVII en Inglaterra», pero continuó dedicando la mayor parte de su tiempo al activismo político. Ese mismo invierno se unió de manera formal al Partido Comunista de Gran Bretaña y se convirtió en miembro de su célula dentro del CUSS. El 11 de noviembre de 1933, participó en una manifestación masiva en contra de la militarización del Día del Armisticio. Los manifestantes lograron su objetivo, colocar un mensaje pacifista en el memorial de guerra de Cambridge, pero para ello tuvieron que hacer frente a los ataques de los contramanifestantes, que incluyeron lo que el historiador Martin Garret describe como «un granizo de huevos y tomates proguerra». Donald Maclean, un estudiante de idiomas de Trinity Hall y miembro activo del CUSS, acompañó a Burgess en esa manifestación. En febrero de 1934, ambos acudieron con otros miembros del CUSS a recibir, a su paso por Cambridge, a varios grupos procedentes de Tyneside y Teesside que iban rumbo a Londres para unirse a las marchas nacionales del hambre.
Cuando no estaba ocupado en Cambridge, Burgess solía visitar Oxford, donde se reunía con otras personas afines a su causa; de acuerdo con los escritos de un estudiante de aquel lugar, por aquel entonces «era imposible vagar por el terreno intelectual [...] sin toparse con Guy Burgess». Entre otros, trabó amistad con Goronwy Ress, un estudiante más joven de All Souls College. Rees tenía planeado visitar la Unión Soviética durante el verano de 1934 con un colega, pero este al final no pudo acudir y Burgess tomó su lugar. A lo largo del viaje, en todo momento cuidadosamente escoltados, conoció a figuras notables, incluido, probablemente, Nikolái Bujarin, editor de Izvestia y exsecretario del Comintern. A la vuelta, Burgess escribió poco del viaje, más allá de las «terribles» condiciones de alojamiento; por otro lado, alabó la falta de desempleo en el territorio.

#### Reclutamiento como agente soviético
A su regreso a Cambridge, en octubre de 1934, tenía ya pocas esperanzas de conseguir una beca universitaria y de que su carrera académica prosperara. De hecho, había dejado a un lado su investigación al descubrir que Basil Willey había abordado el mismo tema en su nuevo libro. En cambio, comenzó un estudio de la rebelión de la India de 1857. Sin embargo, seguía dedicando la mayor parte de su tiempo a la política.

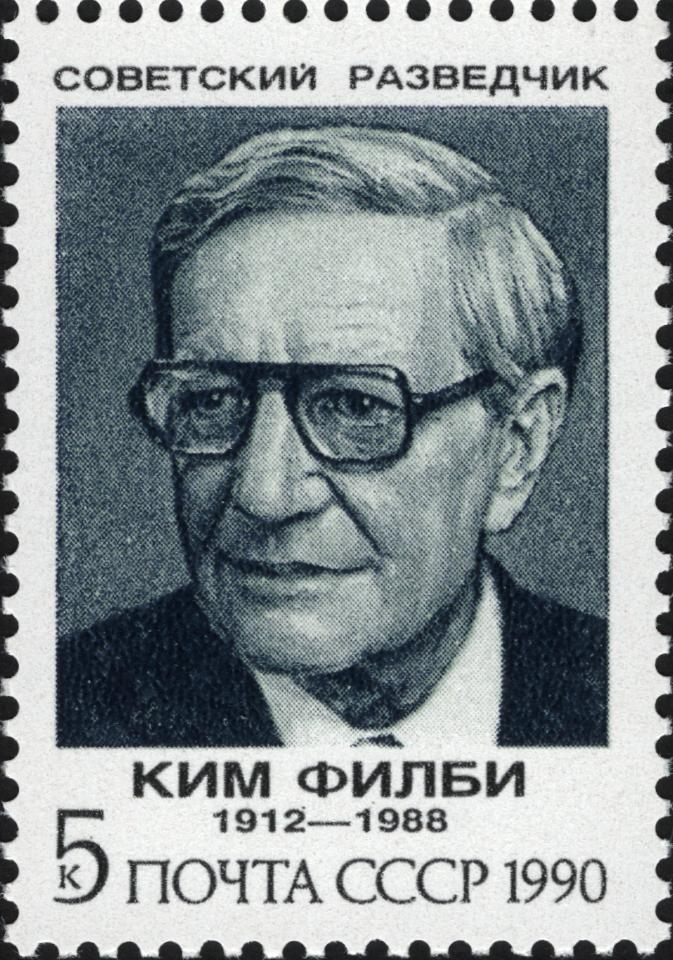
Kim Philby, en un sello soviético

A principios de 1934, Arnold Deutsch, que llevaba siendo durante años agente secreto soviético, llegó a Londres con la excusa de tener que conducir una investigación en el University College. Conocido como «Otto», su labor consistía en reclutar a los estudiantes más brillantes de las mejores universidades británicas, puesto que en el futuro podrían llegar a ocupar posiciones importantes en las instituciones gubernamentales. En junio de 1934 reclutó a Philby, sobre el que los soviéticos ya habían puesto el ojo a comienzos de ese año, al verlo involucrado en las protestas celebradas en Viena en contra del gobierno de Engelbert Dollfuss. Philby recomendó a varios de sus colegas en Cambridge, incluido Maclean, que por aquel entonces trabajaba en el Ministerio de Relaciones Exteriores —Foreign Office—. También le habló de Burgess, aunque con ciertas reservas, debidas a su personalidad errática. Deutsch creyó conveniente arriesgarse con él, dado que lo consideraba «un tipo extremadamente bien educado, con conexiones sociales de valor y las inclinaciones de un aventurero». Se le otorgó el nombre en clave de «Mädchen» —«niña» o «muchacha», en alemán—, que más tarde cambiaron por «Hicks». Burgess convenció a Blunt de que la mejor manera de enfrentarse al fascismo era trabajar  con los soviéticos. Unos años después, ambos reclutarían a otro de los «apóstoles», John Cairncross, cerrando así el círculo de espías conocido habitualmente como Los cinco de Cambridge.
Burgess se percató, al fin, de que no tenía futuro en Cambridge y abandonó la universidad en abril de 1935. Los servicios de inteligencia soviéticos tenían como objetivo a largo plazo para él la penetración en la inteligencia británica, para lo cual era necesario que se distanciara de su pasado comunista. Dejó, pues, de formar parte del Partido Comunista y renegó públicamente del comunismo, con un placer que conmocionó y consternó a sus antiguos camaradas. Después se centró en encontrar trabajo, pero, aunque solicitó varios puestos dentro del Partido Conservador, no consiguió ninguno. Trató también de conseguir una plaza como profesor en Eton, pero le fue denegada después de que su antiguo tutor de Cambridge, Dennis Robertson, respondiera así a una solicitud de recomendación: «Preferiría no responder a tu carta».
A finales de 1935, aceptó un puesto provisional como asistente personal de John Macnamara, recién elegido parlamentario conservador por Chelmsford. Dentro de su partido, este se escoraba hacia la derecha; él y Burgess se unieron a la Anglo-German Fellowship, que promovía la amistad con la Alemania nazi. Esto le permitió ocultar su pasado de manera efectiva, al mismo tiempo que reunía información importante acerca de las intenciones alemanas en materia de política exterior. Llegaría a tildar al fascismo de «la ola del futuro», aunque se mantenía más circunspecto en otros foros, tales como las reuniones de los «apóstoles». La asociación con el también homosexual Macnamara incluyó varios viajes a Alemania; algunos de ellos fueron, según Burgess, disolutos. Es posible, según el historiador Michael Holzman, que estas historias fueran inventadas con el único objetivo de alejar el foco de sus verdaderos motivos.
Durante el otoño de 1936, Burgess conoció a Jack Hewit, un joven de diecinueve años, en The Bunch of Grapes, un conocido bar homosexual. Hewit, que buscaba trabajo como bailarín en los teatros musicales de Londres, sería amigo, sirviente y amante intermitente de Burgess durante catorce años, y viviría bajo el mismo techo en varias zonas de la capital: en Chester Square entre 1936 y 1941; en Bentinck Street, de 1941 a 1947, y en New Bond Street desde 1947 hasta 1951.

### BBC y MI6

#### BBC: primera etapa
En julio de 1936, tras dos intentos fallidos, Burgess fue designado ayudante de producción de uno de los departamentos de la British Broadcasting Corporation (BBC). Entre sus tareas se contaban seleccionar y entrevistar a potenciales oradores que serían invitados a programas culturales y de actualidad. Para ello, se valió de su amplia red de contactos y pocas veces se topó con un no. Sus relaciones con otros trabajadores de la BBC eran inestables: discutía con la dirección por su sueldo y a sus colegas les irritaba su oportunismo, su capacidad para la intriga y su dejadez. Uno de ellos, Gorley Putt, lo recordaría después como «un esnob y un descuidado [...] Me fascinó descubrir tiempo después que le había resultado irresistible a toda la gente que lo conocía».

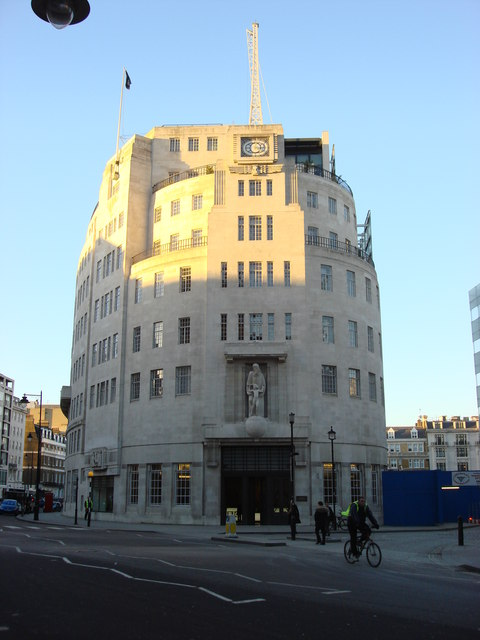
La Broadcasting House, sede de la BBC, de la que Burgess fue designado ayudante de producción en 1936.

Burgess invitó a sus retransmisiones a, entre otros, Blunt, en varias ocasiones, al político y escritor Harold Nicolson, al poeta John Betheman y al padre de Kim Philby, el arabista y explorador St John Philby. También intentó concertar una entrevista con Winston Churchill, por aquel entonces un importante backbencher y férreo opositor a la política de apaciguamiento. El 1 de octubre de 1938, en plena crisis de Múnich, Burgess, que ya se había reunido con él en otra ocasión, fue a su casa de Chartwell para convencerle de que reconsiderase su decisión de no acudir finalmente a una serie de charlas sobre países mediterráneos. Según el relato recogido en la biografía escrita por Tom Driberg, la conversación versó sobre varios temas y Burgess le urgió al estadista que «ofreciera su elocuencia» para ayudar a resolver la crisis. Al cabo de la reunión, Churchill le dio una copia firmada de su libro Arms and the Covenant, pero la retransmisión nunca llegó a celebrarse.
Como su principal objetivo consistía en penetrar en las agencias de inteligencia británicas, sus jefes le impelieron a trabar amistad con el autor David Footman, puesto que sabían que era un oficial del MI6. Footman le presentó a su superior, Valentine Vivian; de esta manera, Burgess realizó a lo largo de los siguientes dieciocho meses varios pequeños encargos para el MI6, sin recibir dinero a cambio. Tal era la confianza que tenían depositada en él que lo usaron como canal de retorno para las conversaciones entre el primer ministro británico, Neville Chamberlain, y su homólogo francés, Edouard Daladier, durante el periodo previo a la cumbre de Múnich de 1938.
Burgess creía que la sumisión de la BBC ante el gobierno estaba minando sus posibilidades a la hora de conseguir invitados —atribuía a este hecho la imposibilidad para concertar una entrevista con Churchill— y, en noviembre de 1938, después de que otro de los invitados no acudiera, previa petición de la oficina del primer ministro, dimitió. El MI6 estaba ahora convencido de su utilidad de cara al futuro y le ofreció un puesto que este aceptó en la recién creada división de propaganda, la conocida como Section D. Al igual que con el resto de los miembros del círculo de Cambridge, su entrada en la inteligencia británica se produjo sin que nadie indagara en su vida; su posición social y las recomendaciones personales bastaron por sí solas.

#### Section D

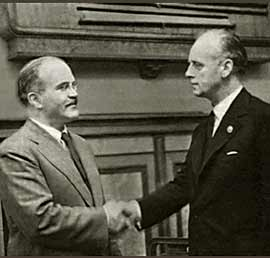
Los ministros de Exteriores soviético y alemán, Viacheslav Mólotov (izquierda) y Joachim von Ribbentrop, firman el pacto de no agresión. Es posible que las labores de inteligencia llevadas a cabo por Burgess alentasen a Stalin a impulsar el pacto.

El MI6 creó la Section D en marzo de 1938 como una organización encargada de investigar cómo atacar a los enemigos aparte de con operaciones militares. Burgess ejercía de representante de la sección ante el Join Broadcasting Committee (JBC), un cuerpo creado por el Ministerio de Exteriores para aliarse con la BBC para la retransmisión de piezas antihitlerianas en Alemania. Sus contactos con altos cargos gubernamentales le permitieron mantener a Moscú al tanto de la mentalidad del Gobierno. Les informó de que el Ejecutivo británico no veía necesidad de pactar con los soviéticos, puesto que creía que podía derrotar a los alemanes sin necesidad de ayuda exterior. Esta información acrecentó la reticencia con la que Iósif Stalin veía a los británicos y es probable que agilizara la firma del Pacto Ribbentrop-Mólotov, que formalizó con Alemania en agosto de 1939.
Tras el estallido de la Segunda Guerra Mundial, acaecido en septiembre de 1939, Burgess y Philby, quien había llegado a la Section D gracias a la recomendación del primero, asistieron a un curso formativo para futuros saboteadores impartido en Brickendonbury Manor, Hertfordshire. Philby se mostraría poco convencido del valor de este entrenamiento, puesto que ni él ni Burgess tenían idea alguna de las tareas que se esperaría que estos agentes cumpliesen tras las líneas de una Europa ocupada por Alemania. En 1940, la Section D se diluyó dentro de la Dirección de Operaciones Especiales (SOE). A Philby lo destinaron a una escuela formativa en Beaulieu, mientras que Burgess, detenido en septiembre por conducir borracho —se le retiraron los cargos a cambio del pago de una multa—, quedó sin trabajo.

#### BBC: segunda etapa
A mediados de enero de 1941, regresó al BBC Talks Department, al tiempo que seguía con sus actividades de inteligencia, tanto para el MI6 como para el MI5, la agencia homóloga para asuntos domésticos, a la que se había unido en calidad de supernumerario en 1940. Tras el inicio de la invasión alemana de la Unión Soviética en junio de 1941, la BBC le pidió que eligiera a entrevistados que pudieran presentar a la Unión Soviética, nueva aliada de los británicos, de manera favorable. Acudió nuevamente a donde Blunt y su antiguo amigo de Cambridge Jim Lees en busca de ayuda y, en 1942, organizó una retransmisión en la que pudiera hablar Ernst Henri, un agente soviético que fingía ser periodista. No quedan transcripciones del programa, pero los oyentes lo recordaron como pura propaganda soviética. En octubre de 1941, Burgess se hizo cargo del emblemático programa político The Week in Westminster, lo que le brindó acceso ilimitado al Parlamento. La información obtenida de las habituales charlas y comidas con los parlamentarios era de un valor incalculable, sin importar la calidad de los programas que de allí salían. Burgess trató de mantener un equilibrio político: por un lado, su antiguo compañero en Eton Quintin Hogg, futuro lord canciller conservador, participaba de manera habitual en las retransmisiones; en el otro extremo del espectro social y político, Hector McNeil, antiguo periodista que se había convertido en parlamentario laborista en 1941 y desempeñó el puesto de secretario parlamentario en el gabinete de guerra de Churchill, también solía contar con minutos.
Burgess había vivido en un piso situado en Chester Square desde 1935. Tras la Pascua de 1941, pasó a compartir una casa con Blunt y algunas otras personas en el número 5 de Bentinck Street. Allí mantuvo una vida social activa con muchos de sus conocidos; Goronwy Rees equiparó el ambiente de su piso con el de una comedia francesa: «Las puertas de las habitaciones se abrían y cerraban, escaleras abajo aparecían y desaparecían caras desconocidas que se cruzaban con nuevos visitantes». Blunt puso en entredicho esta afirmación al alegar que tales idas y venidas eran contrarias a las normas de la casa, dado que habrían molestado al resto de inquilinos mientras dormían.
Los trabajos que realizaba esporádicamente tanto para el MI5 como para el MI6 despejaban cualquier duda acerca de sus verdaderas lealtades, pero vivía con un miedo constante a ser expuesto que se avivó en 1937, cuando le reveló la verdad a Rees para tratar de reclutarlo. Desde entonces, Rees había renegado del comunismo y trabajaba ahora como oficial de los Royal Welch Fusiliers. Al creer que los dejaría a él y a los otros al descubierto, les propuso a sus superiores que lo asesinaran e incluso se ofreció a hacerlo él mismo. Sin embargo, nadie reaccionó ante esta propuesta. Siempre en busca de maneras de penetrar aún más en las marañas del poder, Burgess no dudó en aceptar el puesto que le ofrecieron en 1944 dentro del Departamento de Prensa del Ministerio de Exteriores. La BBC aceptó su marcha a regañadientes, alegando que sería «una seria pérdida».

### Ministerio de Exteriores

#### Londres
Como oficial del Departamento de Prensa del Ministerio de Exteriores, la función de Burgess consistía en explicar la política gubernamental a editores extranjeros y corresponsales diplomáticos. Su acceso a material secreto le permitió enviar a Moscú importantes detalles relativos a la política aliada tanto antes como durante la Conferencia de Yalta, celebrada en marzo de 1945. Envió información relacionada con el futuro, tras la contienda, de Polonia y Alemania, así como planes de contingencia para la Operación Impensable, que trataba de anticiparse a una futura guerra con la Unión Soviética. Sus superiores soviéticos le recompensaron sus esfuerzos con un pago adicional de 250 libras. El método de trabajo de Burgess se caracterizaba por el desorden y se decía que tenía la lengua larga: según su colega Osbert Lancaster, «cuando estaba bebido, admitía fácilmente que trabajaba para los rusos».
Burgess había mantenido el contacto con McNeil, quien, tras la victoria de los laboristas en las elecciones generales de 1945, fue nombrado ministro de Estado dentro del Ministerio de Exteriores, segundo de a bordo de Ernest Bevin. McNeil, férreo anticomunista que no sospechaba de las verdaderas lealtades de Burgess, lo admiraba por su sofisticación e inteligencia y, en diciembre de 1946, lo designó su secretario privado. El nombramiento no se realizó de acuerdo con los procedimientos habituales, lo que suscitó quejas, pero McNeil se salió con la suya. Burgess consiguió convertirse con rapidez en una figura indispensable para él y, en tan solo seis meses, trasladó a Moscú el contenido de 693 archivos, un total de dos mil páginas fotografiadas, a cambio del que recibió una recompensa adicional de doscientas libras en metálico.
A comienzos de 1948, Burgess fue destinado al recién creado Information Research Department (IRD), un órgano perteneciente al Ministerio de Exteriores cuyo objetivo era contrarrestar la propaganda soviética. El movimiento no tuvo éxito; era indiscreto y sus nuevos colegas lo creían «sucio, borracho y ocioso». Lo enviaron de regreso a la oficina de McNeil pronto y, en marzo de 1948, acompañó a este y a Bevin a Bruselas para la firma del tratado que más tarde conduciría a la creación de la Unión Europea Occidental y la OTAN. Siguió trabajando con McNeil hasta octubre de 1948, cuando lo destinaron al Departamento para el Lejano Este. Se le asignó un puesto en China cuando la guerra civil estaba alcanzando su punto álgido, con una victoria inminente de los comunistas. Las diferencias entre británicos y estadounidenses en lo relativo a las futuras relaciones diplomáticas con el estado comunista eran latentes. Burgess se postuló como un férreo defensor del reconocimiento y es posible que influyera en la decisión británica de reconocer a la China comunista en 1949.
Un altercado ocurrido en febrero de 1949 en el West End Club propició la caída de Burgess por unas escaleras; las varias lesiones en la cabeza que sufrió le obligaron a convalecer en el hospital durante varias semanas. La recuperación fue lenta y, según Holzman, nunca llegó a funcionar a pleno rendimiento tras aquello. Nicolson fue consciente del declive: «Oh, querido, ¡qué triste es esto de beber continuamente! Guy solía tener una de las mentes más rápidas y activas que he conocido». Ese mismo año, unas vacaciones en Gibraltar y el norte de África se convirtieron en un escaparate de alcoholismo, sexo promiscuo y discusiones con diplomáticos y miembros del MI6, agravadas por las actitudes homofóbicas que algunos oficiales locales mostraron hacia Burgess. De vuelta a Londres, los superiores le echaron la bronca, pero, por algún motivo, siguieron confiando en él. Así, fue destinado, en julio de 1950, a Washington, como segundo secretario en la que Purvis y Hulbert describen como «una de las embajadas británicas de más alto perfil, la crème de la crème de los puestos diplomáticos».

#### Washington

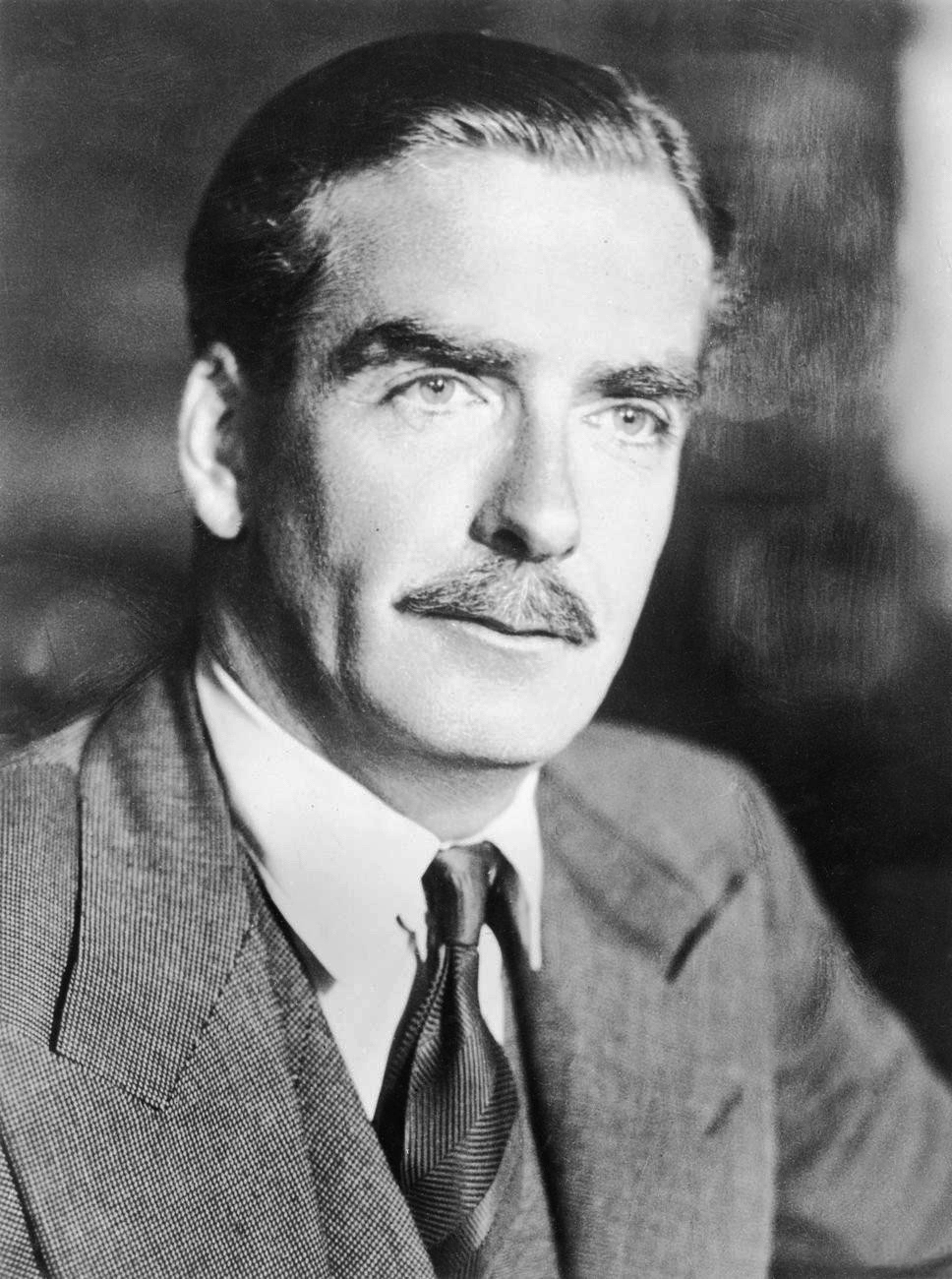
Anthony Eden, a quien Burgess acompañó a Washington en noviembre de 1950. Pese a los previos episodios de mal comportamiento protagonizados por el espía, en esta ocasión Eden llegó incluso a enviarle una carta agradeciéndole su amabilidad.

Philby había llegado antes que Burgess a Washington y estaba trabajando allí como jefe local del MI6, siguiendo los pasos de Maclean, que había sido primer secretario de la embajada entre 1944 y 1948. Burgess reincidió pronto en sus hábitos erráticos e inmoderados, causando bochorno en los círculos diplomáticos británicos. Pese a esto, se le encargaba trabajo que le permitía el acceso a material secreto. Entre otras tareas, participó en el consejo interaliado encargado de establecer los pasos a tomar durante la guerra de Corea, lo que le brindó acceso a los planes estratégicos de guerra estadounidenses. Pese a su habitual mal comportamiento, acompañó a Anthony Eden, futuro primer ministro británico, en su visita a Washington, que tuvo lugar en noviembre de 1950. El episodio se desarrolló sin incidentes; ambos antiguos estudiantes de Eton, se entendieron bien y Burgess recibió una carta en la que Eden le daba las gracias por su amabilidad.
Burgess no estaba a gusto con su trabajo. Barajó la posibilidad de retirarse por completo del servicio diplomático y comenzó a tantear a su amigo de Eton Michael Berry para conseguir un puesto como periodista en el Daily Telegraph. A comienzos de 1951, una serie de indiscreciones, incluyendo tres multas por exceso de velocidad en un mismo día, hicieron peligrar su puesto en la embajada y el embajador, Oliver Franks, le ordenó que regresara a Londres. Mientras tanto, el proyecto de contrainteligencia del Ejército estadounidense, llamado Verona, trataba de desenmascarar la identidad de un espía soviético que usaba el nombre en clave de «Homer» y que había estado activo en Washington unos años antes; todas las pistas apuntaban a que se trataba de Donald Maclean. Philby y sus superiores soviéticos creían que Maclean se vendría abajo al ser interrogado por la inteligencia británica y dejaría al círculo de Cambridge al descubierto. Así pues, le encargaron a Burgess la tarea de organizar la deserción de Maclean a la Unión Soviética tan pronto como arribase a Londres.

### Deserción

#### Partida
Burgess regresó a Inglaterra el 7 de mayo de 1951. Junto con Blunt, contactó con Yuri Modin, el superior soviético al mando de la red de Cambridge, y este inició los preparativos para recibir a Maclean en Moscú. Burgess no se tomó el asunto con urgencia e incluso sacó tiempo para sus asuntos personales y para acudir a una cena en Cambridge con los «apóstoles». El 11 de mayo lo requirieron en el Ministerio de Exteriores para que diese explicaciones acerca de su mal comportamiento en Washington y, de acuerdo con Boyle, lo despidieron. Otras fuentes apuntan a que lo invitaron a dimitir o «retirarse» y que le dieron tiempo para considerar su posición.
La carrera diplomática de Burgess estaba acabada, pese a que nadie sospechaba de su traición. Se encontró con Maclean en varias ocasiones; según Burgess le informó a Driberg en 1956, la posibilidad de desertar a Moscú no se abordó hasta la tercera reunión, cuando Maclean dijo que se marchaba y le pidió ayuda. Burgess le había prometido antes a Philby que no se iría con Maclean, dado que una deserción doble lo dejaría a él en una posición comprometida y peligrosa. En las memorias no publicadas de Blunt, este afirma que la decisión de enviar a Burgess con Maclean se tomó en Moscú, puesto que allí creían que el segundo no sería capaz de hacerse cargo por sí solo de la organización de la huida. Burgess le dijo a Driberg que había accedido a acompañar a Maclean porque iba a dejar el Ministerio de Exteriores de todas formas y no podría hacerse con el puesto en el Daily Telegraph.

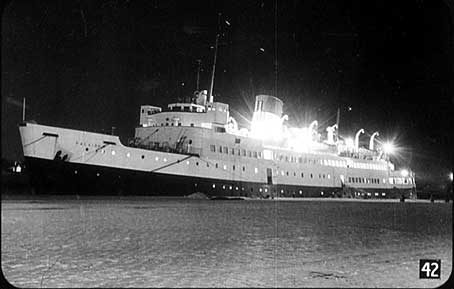
Burgess y Maclean huyeron en mayo de 1951 a bordo del SS Falaise

Mientas tanto, el Ministerio de Exteriores fijó el lunes 28 de mayo como fecha para interrogar a Maclean acerca de sus sospechas. Philby se lo hizo saber a Burgess, quien, el 25 de mayo, compró dos billetes para un crucero de un fin de semana en el barco de vapor Falaise. Estos cortos viajes atracaban en el puerto francés de Saint-Malo, donde los pasajeros podían desembarcar durante unas horas sin necesidad de enseñar sus pasaportes. Burgess también reservó una berlina y esa tarde condujo hasta la casa de Maclean en Tatsfield, Surrey, donde se presentó ante su mujer como «Roger Styles». Después de que los tres cenaran juntos, Burgess y Maclean condujeron rápidamente hasta Southampton, donde se embarcaron en el Falaise justo antes de que partiera a medianoche. El coche lo dejaron abandonado en el muelle.
Los pasos que la pareja dio a continuación no se conocieron hasta años después. A su llegada a Saint-Malo, cogieron un taxi que los llevó hasta Rennes, viajaron después en tren a París y más tarde a Berna, Suiza. Allí habían organizado ya la recogida de papeles en la embajada soviética; viajaron después a Zúrich, donde cogieron un vuelo rumbo a Praga. Escudados ya tras el telón de acero, pudieron proseguir sin problemas con su viaje a Moscú.

#### Consecuencias
El sábado 26 de mayo, Hewit le informó a un amigo de que Burgess no se había presentado la noche anterior. Puesto que nunca solía marcharse sin avisar a su madre, su ausencia intrigó y preocupó a las personas de su círculo más íntimo. El hecho de que Maclean tampoco apareciera en su mesa el siguiente lunes avivó el temor a que se hubiera fugado. La inquietud se incrementó cuando los oficiales se percataron de que Burgess también faltaba; el descubrimiento del coche abandonado, reservado a su nombre, así como lo que Melinda Maclean contó del tal Roger Styles, fueron la confirmación de que ambos habían huido. Blunt hizo una rápida visita al piso de Burgess en New Bond Street y se deshizo de todo aquello que pudiera incriminarle. En su registro del piso, el MI6 encontró documentos que incriminaban a otro miembro de la red, Cairncross, al que se le obligó a abandonar su puesto en la administración pública.
Las noticias sobre la doble deserción alarmaron a los estadounidenses; en parte, por el contexto, ya que hacía poco que se había descubierto que Klaus Fuchs era un espía atómico que brindaba información a los soviéticos y el físico nuclear Bruno Pontecorvo también había desertado el año anterior. Consciente de que su posición era ahora precaria, Philby recuperó parte de la parafernalia para espías que Burgess tenía en su residencia de Washington y la quemó en un bosque cercano. Requerido en Londres en junio de 1951, el MI6 lo interrogó durante varios días. Se sospechaba que había puesto sobre aviso a Maclean a través de Burgess, pero, a falta de pruebas concluyentes, se le permitió retirarse del MI6 sin cargos.

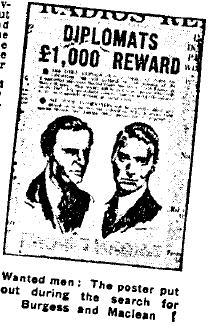
Afiche de la búsqueda de Burgess (a la derecha) y de Donald Maclean. El Express ofreció en un comienzo mil libras a cambio de información relativa a los espías, pero el Daily Mail pronto ascendió la cifra hasta las 10 000.

El Ministerio de Exteriores no hizo nada público de inmediato. Los rumores, sin embargo, se propagaban con rapidez en los círculos privados; se decía que los rusos habían secuestrado a la pareja, o que habían sido los estadounidenses, o que estaban replicando el viaje de Rudolf Hess a Escocia en 1941 en una misión de paz no oficial. La prensa también tenía sus sospechas y, finalmente, el Daily Express sacó la historia a la luz el 7 de junio. En una nota precavida, el Ministerio de Exteriores confirmó después que Maclean y Burgess habían desaparecido y que el caso se estaba tratando como una «ausencia sin permiso». En la Cámara de los Comunes, el secretario de Exteriores, Herbert Morrison, aseguró que no había pruebas de que los diplomáticos ausentes se hubiesen llevado consigo documentos secretos; tampoco se aventuró a abordar la cuestión de su destino.
El 30 de junio, el Express ofreció una recompensa de mil libras a cambio de información acerca del paradero de los diplomáticos, una cifra que quedó pronto en ridículo, puesto que el Daily Mail la ascendió hasta las 10 000. En los meses siguientes, se informó de varios avistamientos, pero ninguno de ellos resultó ser real. En algunos informes de prensa se especuló que Burgess y Maclean estaban en una prisión del Lubianka en Moscú. Harold Nicholson llegó a pensar que los soviéticos «usarían [a Burgess] durante más o menos un mes y después lo arrojarían, cautelosamente, a una mina de sal». Justo antes de las Navidades de 1953, la madre de Burgess recibió una carta de su hijo, sellada al sur de Londres. En ella, el espía adjuntó mensajes de cariño para sus amigos, pero no reveló su paradero o situación. En abril de 1954, un alto cargo del MGB, Vladimir Petrov, desertó a Australia. Se llevó consigo algunos papeles en los que se indicaba que Burgess y Maclean habían trabajado como agentes soviéticos desde sus días en Cambridge, que el MGB había orquestado su huida y que estaban vivos y en buenas condiciones en la Unión Soviética.

### En la Unión Soviética

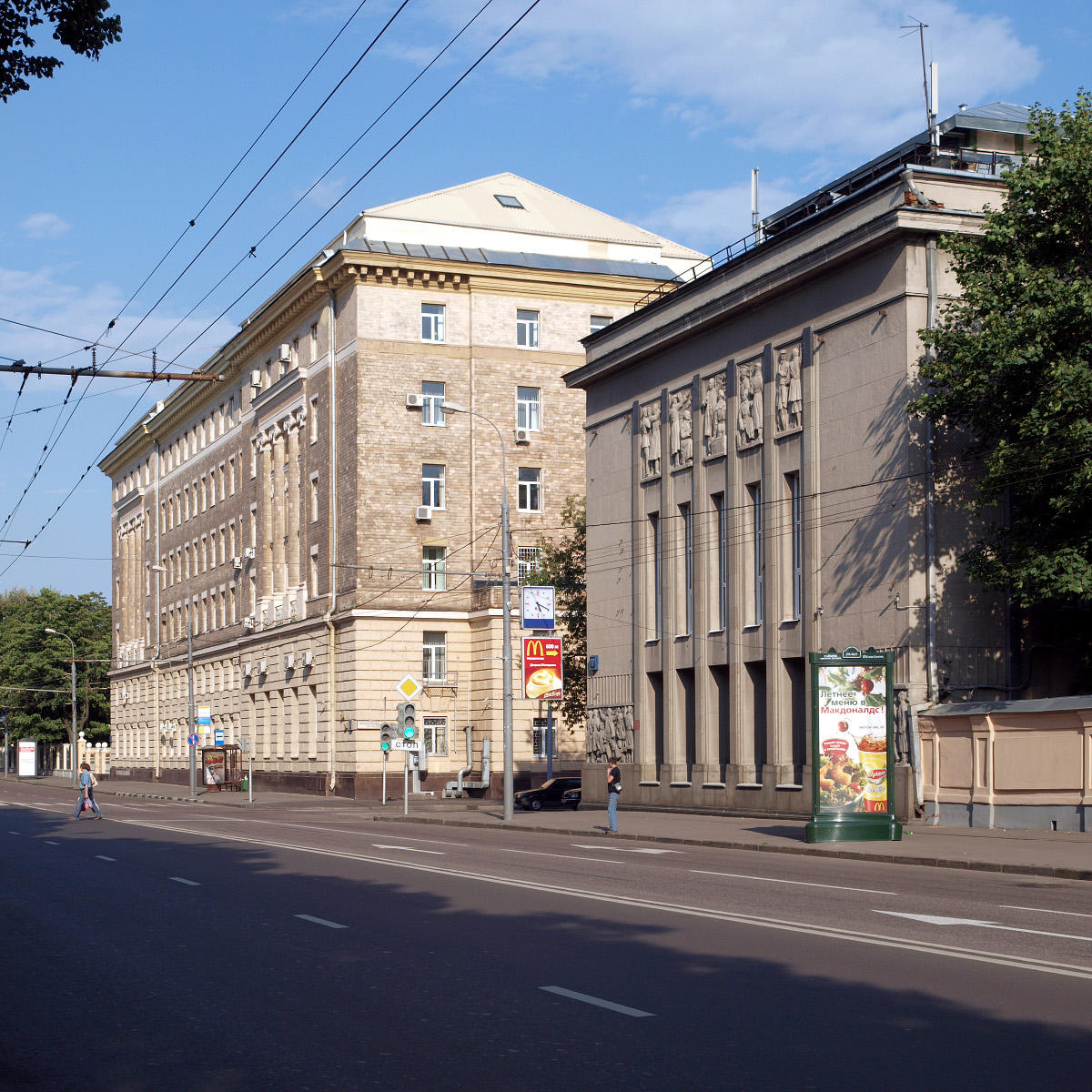
Calle moscovita en la que Burgess vivió de 1956 en adelante.

Tras una breve estancia en Moscú, a Burgess y Maclean los enviaron a Kúibyshev, una ciudad industrial que Burgess describió como «un Glasgow de sábado noche permanente». Les concedieron la ciudadanía soviética en octubre de 1951 y adoptaron nuevas identidades; así, Burgess se convirtió en «Jim Andreyevitch». A diferencia de Maclean, que aprendió el idioma y se hizo pronto con un empleo, Burgess dedicaba la mayor parte de su tiempo a la lectura y el alcohol y a quejarse con las autoridades acerca del trato recibido; jamás quiso quedarse allí de manera permanente. De hecho, esperaba que se le concediera el permiso para regresar a Inglaterra, donde creía que podría afrontar sin problemas el interrogatorio del MI5. Se topó, también, con que los soviéticos eran bastante intolerantes con su homosexualidad, aunque al final se le permitió mantener un romance con un amante oriundo de allí, Tolya Chisekov. Para comienzos de 1956, Burgess había regresado a Moscú, a un piso en la calle Bolshaya Pirogovskaya, y trabajaba a tiempo parcial en la Foreign Literature Publishing House, donde se encargaba de traducir novelas clásicas británicas.
El Gobierno soviético permitió en febrero de 1956 que Burgess y Maclean concedieran una breve rueda de prensa, a la que fueron invitados dos periodistas occidentales; fue esta la primera prueba en llegar a occidente de que los diplomáticos ausentes estaban vivos. En un breve comunicado, negaron que fueran espías comunistas y aseguraron haberse desplazado hasta Moscú «para lograr un mejor entendimiento entre la Unión Soviética y el oeste». En el Reino Unido, la reacción pública los condenó duramente; el malestar quedó condensado en una serie de artículos publicados en The People supuestamente escritos por Rees, antiguo amigo de Burgess. Estos tildaban a Burgess de ser «el mayor traidor de nuestra historia» y hacían hincapié en su supuesto modo de vida licencioso; en opinión de Sheila Kerr, una de sus biógrafas, los artículos publicados «fueron determinantes a la hora de prolongar y acentuar las actitudes represivas para con la homosexualidad» en el país.
En julio de 1956, las autoridades soviéticas le permitieron a la madre de Burgess visitarlo. Se hospedó durante un mes en un centro de vacaciones situado en la ciudad de Sochi. En agosto, el periodista y político laborista Tom Driberg, que lo había conocido previamente a través de The Week in Westminster, viajó a Moscú para entrevistarse con él. A su regreso, Driberg escribió un libro en el que lo presenta de manera benevolente. Hay quienes asumieron que el KGB había censurado el contenido original y había aprovechado la ocasión para hacer propaganda; otros, en cambio, pensaban que el propósito del libro era incitarle a revelar información que pudiera favorecer su persecución fiscal en caso de que regresara al Reino Unido.
Burgess recibió a lo largo de los siguientes años varias visitas desde Inglaterra. Redgrave llegó allí en febrero de 1959 con la Royal Shakespeare Company y propició su encuentro con la actriz Coral Browne, cuya amistad sería el eje sobre el que giraría la obra de teatro An Englishman Abroad, de Alan Bennett. Ese mismo año, Burgess concedió una entrevista grabada a la Canadian Broadcasting Corporation (CBC) que cayó en el olvido hasta su reposición en 2015. En ella desveló que si bien deseaba seguir viviendo en Rusia, mantenía el afecto por su tierra natal. Cuando el primer ministro británico, Harold Macmillan, viajó a Moscú en 1959, se ofreció a guiar al grupo; de hecho, en el pasado ya había estado con él una tarde en el Reform Club. Aunque no aceptaron su propuesta, aprovechó la ocasión para ejercer presión a las autoridades y pedir que le dejaran visitar a su madre, que estaba enferma en Inglaterra. Si bien el Ministerio de Exteriores sabía que resultaría problemático emprender acciones legales contra él, le amenazó con arrestarlo nada más pisase territorio inglés. Así las cosas, Burgess decidió no arriesgarse.

### Declive y fallecimiento

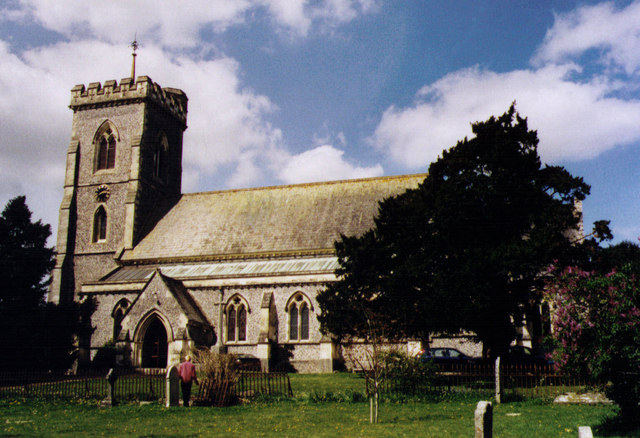
Las cenizas de Burgess se enterraron en el panteón familiar, situado en la iglesia de San Juan Evangelista, West Meon.

La salud de Burgess fue empeorando, en gran parte a causa de un estilo de vida basado en una pobre dieta y la ingesta de mucho alcohol. En 1960 y 1961 fue tratado de arteriosclerosis y úlceras en el hospital; la segunda de estas ocasiones estuvo al borde de la muerte. En abril de 1962, en una carta destinada a su amiga Esther Whitfield, indicó cómo debían repartirse sus bienes en caso de que falleciese: designó beneficiarios a Blunt, Philby y Chisekov. Ese mismo mes, en una carta al director, un lector de The Guardian propuso que, «como acto de caridad cristiana», se le concediera un salvoconducto a Inglaterra para visitar a su convaleciente madre.
Al ser finalmente descubierto, Philby consiguió la exoneración oficial de manos de Macmillan en 1956 y desertó a Moscú a enero de 1963. Allí mantuvo las distancias con Burgess, aunque es posible que se encontraran brevemente cuando este convalecía en su cama, en agosto de 1963. Burgess falleció el día 30 de ese mes a causa de la arteriosclerosis y una insuficiencia hepática aguda. Se le incineró cinco días después; Nigel Burgess representó a la familia en el acto y Maclean pronunció unas palabras de elogio en las que describió a su codesertor como «un hombre talentoso y valiente que dedicó su vida a una causa, la de conseguir un mundo mejor». Las cenizas regresaron a Inglaterra y, el 5 de octubre de 1963, se procedió a su entierro en el nicho familiar, situado en la iglesia de San Juan Evangelista, en West Meon.

## Valoración
Modin consideró a Burgess líder de Los cinco de Cambridge: «Mantuvo al grupo junto, le infundió energía y lo guio hacia la batalla». Envió ingentes cantidades de información a Moscú: miles de documentos entre los que se contaban informes políticos, actas de gabinetes y notas acerca de las reuniones en las más altas instancias del Ejército. Según Holzman, «Burgess y Maclean se cercioraron de que nada de lo que hiciera el Ministerio de Exteriores británico les fuese desconocido a los servicios de inteligencia soviéticos». La opinión se divide, sin embargo, a la hora de evaluar el uso que los soviéticos hicieron de esta información y si se fiaron de ella o no. Los informes de los servicios de inteligencia exterior de la Federación de Rusia que han salido a la luz atestiguan que «la información que obtuvo sobre las posiciones de los países occidentales en lo referente al asentamiento en Europa después de la guerra, la estrategia militar británica, la OTAN y las actividades de las agencias de inteligencia británica y estadounidense tuvo un valor particular». Sin embargo, la aparente facilidad con la que Burgess y sus colegas conseguían y enviaban semejante volumen de información también levantó dudas en Moscú y se llegó a pensar que les estaban entregando datos falsos para confundirlos. Así las cosas, es complicado aventurarse a fijar el daño que las actividades de Burgess provocaron a los intereses británicos; Kerr llega a la conclusión de que «pese a las febriles especulaciones [...] no hay suficientes pruebas de los efectos del espionaje [de Burgess] y su influencia en la política internacional como para realizar una evaluación fiable».
| Nadie ha demostrado jamás que Burgess hiciera mucho daño más allá de dejar en ridículo a gente que ocupaba altos cargos. —Alan Bennett, Single Spies (1991) |

Para el establishment británico resultó difícil asimilar que alguien con el trasfondo y la formación de Burgess pudiese llegar a traicionar a un sistema que le había permitido vivir en confort y con privilegios. Dice Rebecca West en su libro The Meaning of Treason que la desmoralización y el pánico que la deserción de Burgess causó fue de un valor mayor que la información que brindó a los soviéticos. La cooperación en materia de inteligencia entre británicos y estadounidenses se vio seriamente afectada; de hecho, los vínculos en inteligencia atómica se suspendieron durante años. La confianza del Ministerio de Exteriores en sus procesos de reclutamiento y de seguridad quedó hecha añicos. Aunque introdujo procedimientos de investigación, el servicio diplomático sufrió de lo que el biógrafo de Burgess Andrew Lownie llama «una cultura de sospechas y desconfianza que estaba aún presente media década después de las deserción de 1951».
Frente a las acusaciones populares, que lo tildaban de «traidor» y «espía», Burgess era, en palabras de Holzman, un revolucionario e idealista que se identificó con aquellos que creían que su sociedad «era profundamente injusta y que su Imperio diseminaba su injusticia por todo el mundo». Jamás se alejó de la justificación ideológica que brindó en la rueda de prensa con la que reapareció en 1956; creía que la elección clave a realizar en el siglo XX era entre los Estados Unidos y la Unión Soviética. Noel Annan, en su relato de la vida intelectual británica del periodo de entreguerras, apunta que Burgess «era un estalinista convencido que odiaba a los liberales más que a los imperialistas» y que «creía simplemente que el futuro del Reino Unido había de darse al lado de la Unión Soviética y no de los Estados Unidos». Burgess se aferró a la idea de que no era viable emprender acciones legales contra él en Inglaterra —en secreto, las autoridades británicas compartían esta opinión—, pero, aun así, no se atrevió a visitar el país, puesto que temía no poder volver después a Moscú, donde verdaderamente deseaba vivir, «puesto que soy socialista y este es un país socialista».
La vida de Burgess, asegura Lownie, tan solo puede comprenderse si se toma en cuenta «la vorágine intelectual de la década de los treinta, especialmente entre los jóvenes y los impresionables». Aun así, Lownie también señala que gran parte de los comunistas que coincidieron con él en Cambridge no trabajaron para los soviéticos y, de hecho, reconsideraron su postura tras el pacto de no agresión con los nazis. Holzman hace hincapié en el gran precio del compromiso político continuo que Burgess mostró, lo que «le costó todo aquello que apreciaba: la posibilidad de establecer relaciones íntimas, la vida social que giraba en torno a la BBC, Fleet Street y Whitehall e incluso estar junto a su madre cuando esta estaba a punto de fallecer».
En cuanto al resto de miembros de la red de Cambridge, Maclean y Philby prosiguieron con sus vidas en Moscú y fallecieron en 1983 y 1988, respectivamente. Blunt, al que interrogaron en varias ocasiones, confesó finalmente en 1964 a cambio de que no se hiciera público; de hecho, no se supo hasta 1979, cuatro años antes de que falleciera. Cairncross, quien hizo una confesión parcial en 1964 y continuó cooperando con las autoridades británicas de ahí en adelante, trabajó como escritor e historiador hasta su fallecimiento en 1995.
Varios aspectos de la vida de Burgess se han plasmado en novelas, obras de teatro y películas. A la primera novela, The Troubled Midnight, escrita por Rodney Garland en 1954, le siguieron, entre otras, Smith and Jones (1963), de Nicholas Monsarrat, y Winston's War (2003), de Michael Dobb, que se cimenta sobre la reunión que Burgess y Churchill mantuvieron en la preguerra. En lo referente al teatro y la gran y pequeña pantalla, destacan An Englishman Abroad, de Bennett; Another Country, de Julian Mitchell y la película del mismo título; el drama titulado Philby, Burgess y Maclean, emitido en 1977 en Granada TV; la miniserie de la BBC Cambridge Spies, de 2003, y la obra de teatro dirigida en 2011 por John Morrison, A Morning with Guy Burgess, ambientada en los últimos meses de su vida y que explora temas como la lealtad y la traición.